# Pithecellobium spinulosum
Pithecellobium spinulosum är en ärtväxtart som beskrevs av Henri François Pittier. Pithecellobium spinulosum ingår i släktet Pithecellobium och familjen ärtväxter. Inga underarter finns listade i Catalogue of Life.